# Калексико (Калифорнија)
Калексико (енгл. Calexico) град је у америчкој савезној држави Калифорнија. По попису становништва из 2010. у њему је живело 38.572 становника.

## Демографија
Према попису становништва из 2010. у граду је живело 38.572 становника, што је 11.463 (42,3%) становника више него 2000. године.
| Група             | 2000.          | 2010.          |
| Белци             | 642 (2,4%)     | 649 (1,7%)     |
| Афроамериканци    | 134 (0,5%)     | 134 (0,3%)     |
| Азијати           | 492 (1,8%)     | 504 (1,3%)     |
| Хиспаноамериканци | 25.832 (95,3%) | 37.354 (96,8%) |
| Укупно            | 27.109         | 38.572         |